# 尼泊尔垂头菊
尼泊尔垂头菊（学名：Cremanthodium nepalense）为菊科垂头菊属的植物。分布在尼泊尔以及中国大陆的西藏等地，生长于海拔4,300米至4,800米的地区，多生长于山坡、冰碛丘陵和水边，目前尚未由人工引种栽培。